# Apice
Apice là một đô thị ở tỉnh Benevento trong vùng Campania, có vị trí khoảng 70 km về phía đông bắc của Napoli và khoảng 13 km về phía đông của Benevento. Tại thời điểm ngày 31 tháng 12 năm 2004, đô thị này có dân số 5.685 người và diện tích là 48,8 km².
Apice giáp các đô thị: Ariano Irpino, Bonito, Buonalbergo, Calvi, Melito Irpino, Mirabella Eclano, Montecalvo Irpino, Paduli, San Giorgio del Sannio, Sant'Arcangelo Trimonte, Venticano.